# Juan Jesús Posadas Ocampo
Juan Jesús Posadas Ocampo (Salvatierra, Guanajuato; 10 de noviembre de 1926-Guadalajara, Jalisco; 24 de mayo de 1993) fue un religioso, obispo y cardenal católico mexicano, arzobispo de la arquidiócesis de Guadalajara.
Apoyaba a la igualdad de condiciones entre ciudadanos, al reconocimiento indígena y el cuestionamiento del poder que tenían los políticos sobre el país de México. 
El 24 de mayo de 1993 fue asesinado por el ex director de la policía judicial Rodolfo Leon Aragón, fue el responsable de ordenar su ejecución según las declaraciones de Benjamín Arellano Félix (2011). 

## Biografía
Nació en Salvatierra, municipio del estado de Guanajuato, el 10 de noviembre de 1926. Fue hijo único de Juan Bautista Posadas y de María Ocampo, quienes vivían en Tarimoro; sin embargo, debido a que el embarazo era de alto riesgo por la edad de la madre (40 años) se trasladaron al pueblo vecino para recibir mejor atención médica.
Se ordenó sacerdote para la Arquidiócesis de Morelia en 1950, siendo asignado párroco de Pátzcuaro. En 1970 fue nombrado obispo de la diócesis de Tijuana por el papa Pablo VI. En 1982 fue designado obispo de la diócesis de Cuernavaca y en 1987 de la Arquidiócesis de Guadalajara.
Fue también vicepresidente de la Conferencia del Episcopado Mexicano y vicepresidente del Consejo Episcopal Latinoamericano.
Fue creado cardenal el 28 de junio de 1991 por el papa Juan Pablo II.
El Santuario de los Mártires de Cristo, construido en honor de los mártires de la guerra cristera, fue originalmente planeado por el cardenal Posadas. El proyecto quedó detenido cuando fue asesinado a tiros en el aeropuerto de Guadalajara en 1993. Fue también monseñor Posadas quien inició las gestiones para la canonización de los primeros 25 mártires, ceremonia que tuvo lugar en 2000.

## Asesinato
El 24 de mayo de 1993 fue asesinado a plena luz del día en el estacionamiento del Aeropuerto Internacional de Guadalajara. Los abogados de la arquidiócesis lo consideraban un crimen de Estado, lo que respaldó el médico forense Mario Rivas Souza, quien reveló que no se le practicó la autopsia al cadáver por orden escrita del presidente Carlos Salinas de Gortari. Salinas de Gortari modificó la Constitución y restableció relaciones con la Santa Sede, rotas desde 1858. El Cardenal Posadas fue asesinado cuando iba al aeropuerto a recoger al Nuncio Apostólico Girolamo Prigione con quien iba a celebrar por primera vez la fiesta litúrgica de "Cristóbal Magallanes y sus compañeros mártires", beatificados seis meses antes. 

### Fuego cruzado
La Procuraduría General de la República (PGR) había sostenido que el cardenal Posadas fue víctima de fuego cruzado entre narcotraficantes rivales, uno de los bandos intentando matar al líder del bando contrario «Chapo» Guzmán. La Procuraduría General de la República, conjuntamente con el Gobierno del Estado de Jalisco y la Iglesia Católica mexicana concluyeron el 24 de mayo de 1999 que el Cardenal Posadas no murió como fruto de tal "confusión", sino que fue acribillado en el acto de bajar de su automóvil, por lo que pudo ser fácilmente identificable por su asesino.

## En la cultura popular
En el libro de Don Winslow Power of the Dog, el personaje de Padre Parada está inspirado en la vida de Juan Jesús Posadas Ocampo.[cita requerida] En esta novela, Parada es uno de los protagonistas de la historia, siendo un fuerte opositor de la violencia, defensor de los pobres y colaborador de la DEA, razón por la cual es asesinado.
En la primera temporada de la serie "Señora Acero" un cardenal es asesinado en este mismo estilo, en un operación criminal organizado por parte del cartel de Jalisco, quienes pensaban que el cardenal era Acacio "Teca" Martínez, el líder del cartel del Sinaloa, pero disfrazado como cardenal.
En la primera temporada de la telenovela El Señor de los cielos, en el capítulo 39, ocurre el asesinato del Cardenal Pastrana (Emilio Guerrero), en el cual el protagonista Aurelio Casillas (Rafael Amaya) organiza una balacera entre grupos rivales "Los Robles", "Los Villalobos" y "Los Casillas", esto con el fin de hacer parecer que la muerte del cardenal se debió al fuego cruzado entre estos tres grupos. La escena ocurre en el estacionamiento del Aeropuerto Internacional de Monterrey, dónde acribillan de tres balazos al cardenal, con el fin de silenciarlo debido a información que este tiene en una libreta. En la cual se revela información que compromete al licenciado Ramiro Silva de la Garza (Ignacio Aranda), político mexicano primo del presidente de la República. Al final del episodio Aurelio Casillas recupera la libreta. Y en los medios se difunde la versión del fuego cruzado.
En la serie de Netflix "El Chapo" de 2017 protagonizada por Marco de la O se recrea el asesinato del Cardenal Posadas en un escenario recreado del Aeropuerto Internacional de Guadalajara en enfrentamiento armado contra el cartel rival de los Arellano Félix.